# 2 New York Plaza
2 New York Plaza es un edificio de oficinas de cuarenta plantas ubicado en la intersección de Broad y South Street.
Construido en 1971, su construcción estuvo a cargo de los arquitectos Kahn & Jacobs. El edificio tiene 153 metros de altura y está situado al lado del 1 New York Plaza. Tiene un diseño estructural moderno, siendo junto con el 1 New York Plaza el rascacielos más meridional de Nueva York.